# Hamartoom
Een hamartoom is een plaatselijke goedaardige aangeboren afwijking die lijkt op een tumor, maar uit weefsel bestaat dat normaal in het betreffende orgaan voorkomt.

## Etymologie
De naam is ontleend aan het Grieks: ἁμαρτία (hamartia), dat zoiets betekent als 'tragische vergissing'.

## Eigenschappen
Een hamartoom is een afwijkende groei van cellen, die het meest waarschijnlijk te verklaren valt door een ontwikkelingsstoornis. Nogal eens blijkt dit weefsel chromosomale afwijkingen te hebben. Het is echter geen vorm van kanker. Met de term 'kanker' wordt veelal een kwaadaardige afwijking aangeduid. Een hamartoom wijst echter op een goedaardige overgroei van cellen die eigen zijn aan het orgaan of weefsel waarin ze groeien.
In tegenstelling tot een kwaadaardige tumor groeit een hamartoom niet ongeremd, of stopt na enige tijd zelfs met groeien, en infiltreert niet in het omliggende weefsel. Ook zaait hij niet uit. Hij bestaat uit weefsel dat normaal is voor het lichaamsdeel waarin hij zich bevindt. Vaak is er in het hamartoomweefsel sprake van een combinatie van meerdere types cellen (celdifferentiatie), maar komen de verschillende componenten in afwijkende verhouding of ordening voor. Daardoor kunnen structuren misvormd voorkomen (zoals een odontoom op een misvormde tand lijkt).
Een hamartoom kan op tal van plaatsen in het lichaam optreden. Meestal blijven ze onopgemerkt en veroorzaken ze geen klachten; soms worden ze toevallig ontdekt bij medisch onderzoek, zoals op een röntgenfoto.
Hamartomen kunnen echter wel voor problemen zorgen vanwege hun locatie. Als ze zich op de huid bevinden en dan met name in het gezicht of in de nek, kunnen ze voor een (grote) verminking zorgen. Zo is er een geval bekend van een man die een hamartoom ter grootte van een sinaasappel op zijn ooglid had. Indien een hamartoom zich in een orgaan bevindt zoals de nieren, milt of hypothalamus, kunnen er gezondheidsrisico’s optreden doordat het omliggende normale weefsel in de verdrukking komt.

## Oorzaken
De oorzaak van het ontstaan van een hamartoom is niet bekend. Het is wel bekend dat ze vaak voorkomen bij bepaalde erfelijke aandoeningen, waaronder het syndroom van Cowden, tubereuze sclerose en het syndroom van Peutz-Jeghers.

## Behandeling en prognose
Zo lang een hamartoom geen klachten geeft, is er meestal geen behandeling nodig. Alleen als er klachten zijn, kan operatief ingrijpen nodig zijn, waarbij het hamartoom wordt verwijderd. De kans op een recidief is meestal gering.